# Bartholomäus Bruyn der Ältere

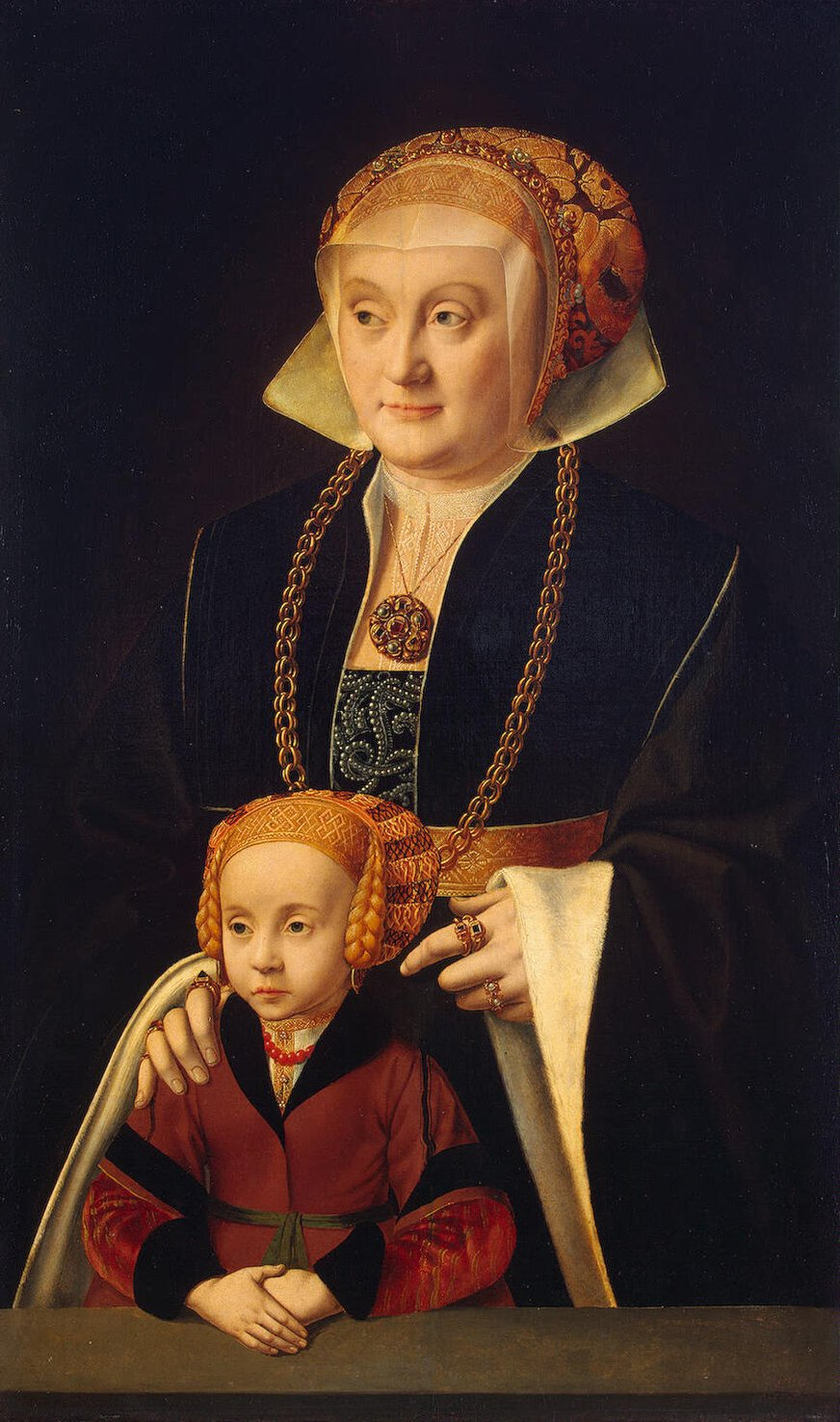
Porträt einer Dame mit Tochter, zwischen 1535 und 1545

Bartholomäus Bruyn (* 1493 in Wesel; † 1555 in Köln; auch Barthel Bruyn, Bartholomaeus Bruyn, Bertoult Bruyn meler (ndl.), Bartell Bruen) war ein deutscher Maler der Renaissance und zählt zu den bedeutendsten Porträtisten des 16. Jahrhunderts.

## Leben und Wirken
Der 1493 geborene Bruyn erlernte sein Handwerk zeitgleich mit Joos van Cleve bei Jan Joest, zum Beispiel bei Arbeiten in Wesel, Kalkar und Werden, bevor er schon in jungen Jahren nach Köln übersiedelte. Bruyn heiratete zwischen 1515 und 1520 Agnes († 1550). Sie hatten fünf Kinder. Ab 1512 kann von einer Mitarbeit in der Werkstatt des sogenannten Meisters von St. Severin (Köln) ausgegangen werden, erstmals urkundlich festgehalten wurde seine Tätigkeit in Köln jedoch erst 1515. Bereits drei Jahre später wurde Bruyn Mitglied der Vierundvierziger (erweiterter Stadtrat). Im Folgenden etablierte sich Bruyn insbesondere durch seine Arbeit als Altarmaler und Porträtist und wurde zu einem angesehenen Künstler. Als typisch für seine Porträts gilt Bruyns naturgetreue und treffsichere Charakterisierung der Porträtierten. Auch wählte er zumeist geschweifte Abschlüsse für seine Werke. 1549 wurde der mittlerweile zu Wohlstand gelangte Bruyn Vertreter der Schildergaffel (Malerzunft) im Kölner Rat.
Bruyns Tätigkeiten beschränkten sich nicht nur auf Köln: Unter anderem fertigte er 1522/25 Altargemälde für das Essener Damenstift, die sich heute in der dem Essener Münster vorgelagerten Kirche St. Johann Baptist befinden. 1529/34 folgten Altarflügel des Hochaltars der Stiftskirche St. Viktor in Xanten einschließlich eines Selbstbildnisses mit Abbild seiner Ehefrau und seines ältesten Sohnes. Der Xantener Altar stellte einen Wendepunkt in Bruyns Werken dar, indem er seine Kenntnisse der italienischen Renaissance-Malerei vertiefte und als Vorbild druckgraphische Blätter aus Italien als Vorbilder verwendete. Für Köln, wo Bruyn eine eigene Werkstatt unterhielt, in der auch seine Söhne Arnt Bruyn und Bartholomäus Bruyn der Jüngere arbeiteten, ist ab 1547 insbesondere der Bilderzyklus für den Kreuzgang des Karmeliterklosters als Werk Bruyns zu erwähnen. 1539 arbeitete in seiner Werkstatt ein Meister Johan. Dieser malte die Porträts von Christian Weinsberch van Schwelhem und Hermann von Weinsberg. Bei letzterem Werk steht auf der Vorderseite: „Effigies Hermanni a Weinsberch Anno 1539 carbone depicta aetatis 22 fere.“ und auf der Rückseite: „Dies ist die contrafitung Hermanni von Weinsberch anno 1539 gemacht do er in der Cronenburssen wonte mit syner Bonetten (Mütze) und paltrock der sanguinenfarb war und die mauwen (Ärmel) dannet leder. Syn broder Christian noch fast kyndischs, hat folgens die roit flecken daruber gesmirt, dass fleckelgin under den Augen war eyn lochelgyn im papyr. Dass angesicht ist folgenss seyrr verandert, durch eyn kale stirn, bart und rüntzel dass bar war domailss kastanienbrün.“ Sein Spätwerk ist geprägt durch Altargemälde für Kölner Kirchen wie den kurz vor seinem Tod entstandenen Kreuzigungsaltar in St. Andreas. Bruyn starb 1555. Ob der 22. April, vermerkt in den Rechnungsbüchern der Pfarrkirche St. Alban, sein Todes- oder Begräbnistag ist, bleibt unklar. Mit seinem Tod endet die produktivste Phase der Kölner Renaissancemalerei, die sich durch ein Festhalten an traditionellen Gattungen (Flügelaltar) und Themen (Heiligenreihe) bei gleichzeitiger Öffnung für neue Strömungen auszeichnet.

## Werke

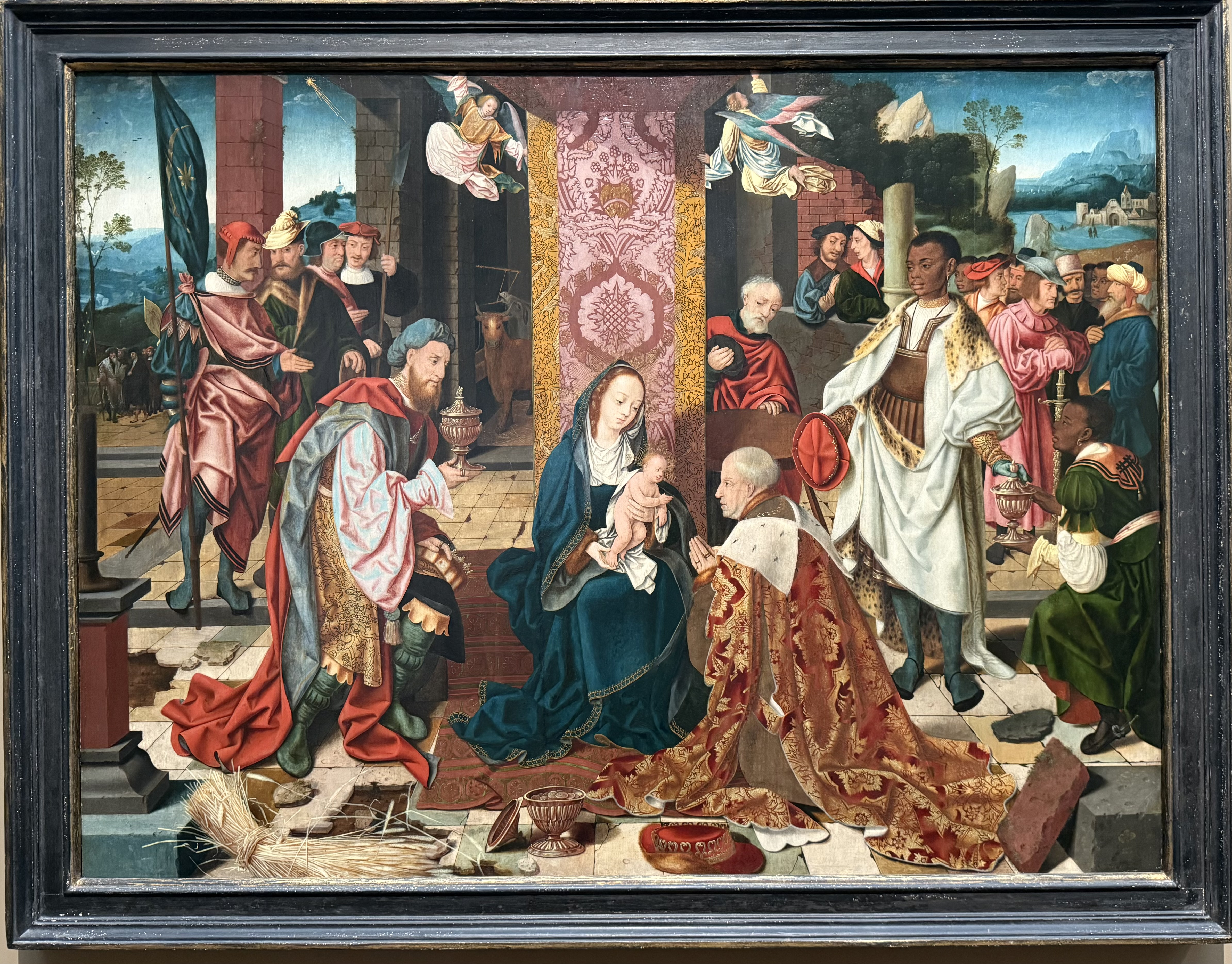
Anbetung der Könige im Wallraf-Richartz-Museum, Köln

Gemälde vor 1520 gehören zu seinem Frühwerk. Die Szenen sind mit Landschaften hintermalt:

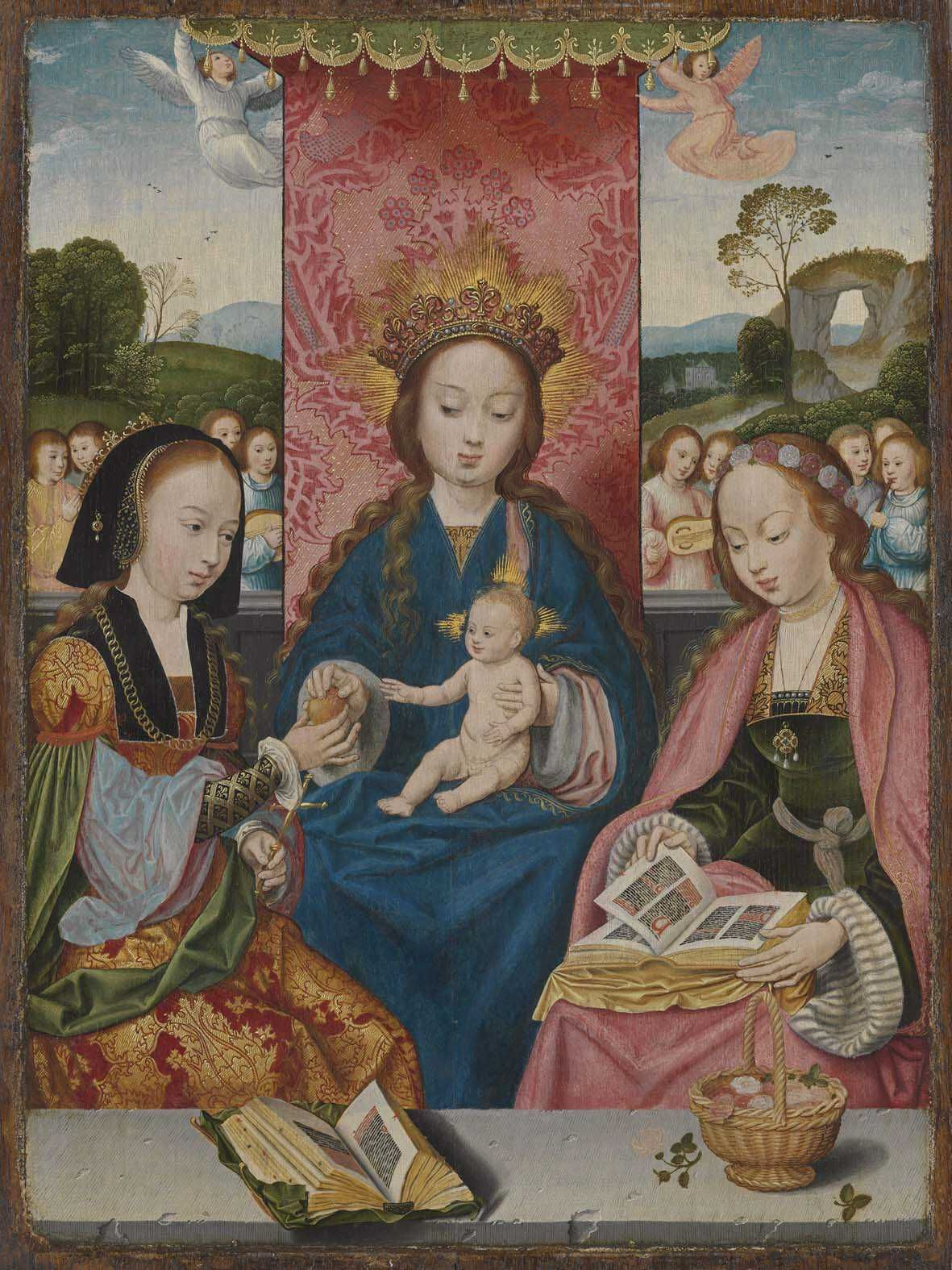
Muttergottes mit Kind und den hll. Margaretha und Dorothea, 1515–1520

- Muttergottes mit dem Kind und den hll. Margaretha und Dorothea von 1515, in der Alten Pinakothek.
- 1515 Hausaltar für Professor Peter van Clapis und Bela, geb. Bonenberg. Ihre Porträts finden in den Innenseiten bei den Darstellungen von St. Ivo und St. Anna. Mitteltafel: Krönung Mariens. Außentafel: Verkündigung en gris, in Grisaille. 1891 bei Franz Hax, Köln. Sein Stil in der Feinheit der Darstellung erinnert Eduard Firmenich-Richartz bei diesem und den folgenden Werken an Joos van Cleve.
- Madonna auf der Mondsichel mit Hl. Benedikt und Scholastika. 1891: Konsul Eduard Weber in Hamburg.
- Altar: Dreifaltigkeit und Annaselbdritt, Museum Berlin, Nr. 613, 613a.
- Altar: Dreifaltigkeit und Annaselbdritt mit St. Gereon Konsul Weber, Hamburg.
- Martyrium der Hl. Ursula, Museum Köln, Nr. 219.
- Verkündigung, Darmstadt, Nr. 255
- Anbetung der Könige, um 1515, Eichenholz, Wallraf-Richartz-Museum, WRM 245

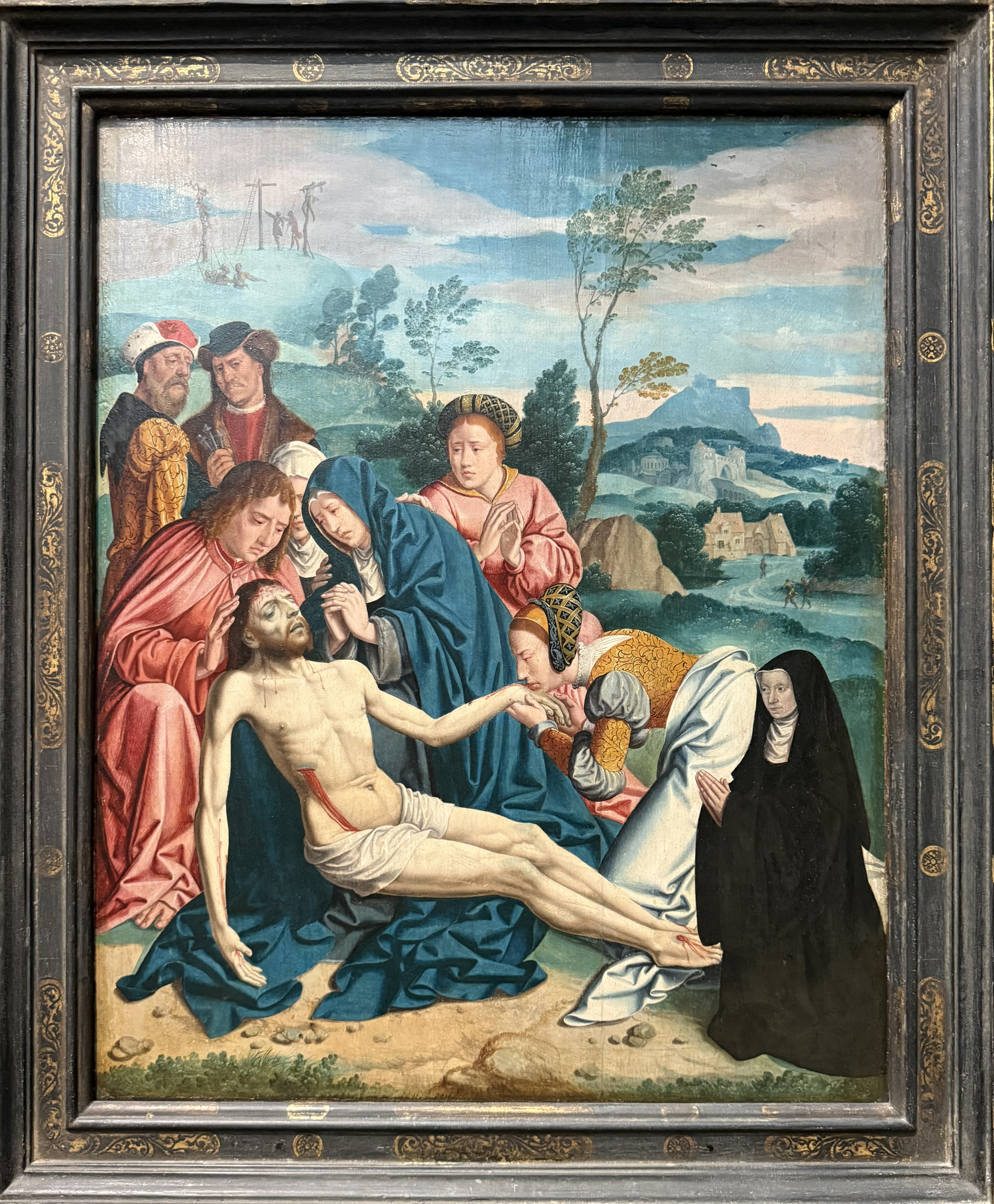
Beweinung Christi mit der Stifterin Katharina Rinck

- Beweinung Christi mit der Stifterin Katharina RinckAuferstehung Christi mit Heiligen und Stiftern, St. Kunibert, Köln. Die Seitentafeln mit Johannes dem Täufer und Johannes dem Evangelisten zeigen eine reifere Malerhand.
- Madonna mit dem betenden Herzog von Cleve, Museum Berlin Nr. 631. „Die flachen wie aus Holz gedrechselten Idealköpfe Barthel werden nun runder, kürzer und derber, grelle Farben leuchten aus einem bräunlichen Gesamtton hervor.“[3]
- Kreuzigung mit einem Stifter, um 1535, Eichenholz, Wallraf-Richartz-Museum
- Beweinung Christi mit der Stifterin Katharina Rinck, um 1531, Eichenholz, Wallraf-Richartz-Museum
- Bildnis des Kölner Bürgermeisters Arnold von Brauweiler, Eichenholz, Wallraf-Richartz-Museum
- Maria und Johannes von einer Äbtissin verehrt Museum Köln, Nr. 304.
- 1520 Hermann und Sybilla Rinck Öl auf Eichenholz, Pyxis-Porträts, Miniaturbilder inkl. Wappen, Wallraf-Richartz Museum in Köln.[4] Bemerkenswert ist die Darstellung des Schattenbildnisses der jeweils Dargestellten und des Schattenwurfs des Rahmens.
- 1522–1525 Acht Flügelbilder am Hochaltar des Essener Münsters
- Johannes von Reidt, Bürgermeister von Köln, Porträt, 1525, im Bode-Museum, Berlin[5]
- Ratsherr Martin im Hoefe Porträt
- Kreuztragung Christi von 1529, Alte Pinakothek
- Kreuzigungsaltar von 1515 oder 1529, Alte Pinakothek

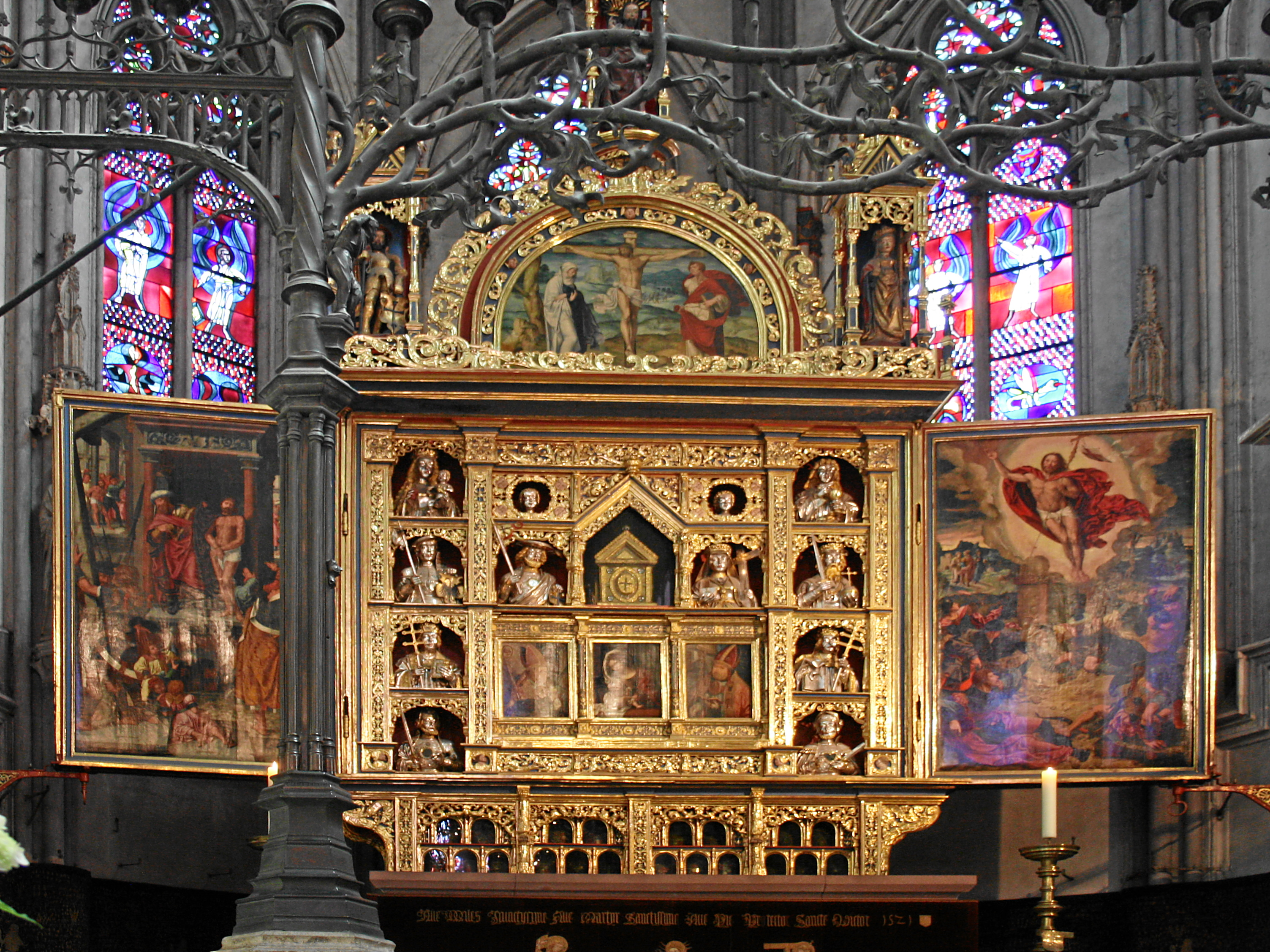
Hochaltar von St. Viktor, Xanten, 1529–1534

- 1529–1534 Acht Gemälde am Hochaltar der Stiftskirche St. Viktor in Xanten: vier große Flügelgemälde, eine mittelgroße halbkreisförmige Kreuzigungsdarstellung als Bekrönung. Darstellungen: Hl. Helena mit Konstantin, Sylvester, Hl. Viktor, St. Gereon Ecce homo, Auferstehung. Die Holzarbeiten des Vierflügel-Reliquienaltars schuf Meister Wilhelm von Roermond aus Köln, acht Gesellen waren an der Entstehung des Werks beteiligt. Bruyn verleiht den Physiognomien zeitgenössische Porträts. (Die drei kleinen Bilder im Mittelteil sind aus dem 19. Jahrhundert.)
- 1530/1540 Die drei Stände der Christenheit
- Werke ab 1530 in der Alten Pinakothek in München:
  - Flügelaltar der Beweinung Christi von 1530/32 und die abgetrennten Außenflügel dieses Altares mit den hll. Kunibert und Suitberg,
  - Tafeln eines Cyriakus-Altars von 1532
  - Bildnis eines Mannes aus den 1530er Jahren (Zuschreibung umstritten).[6]

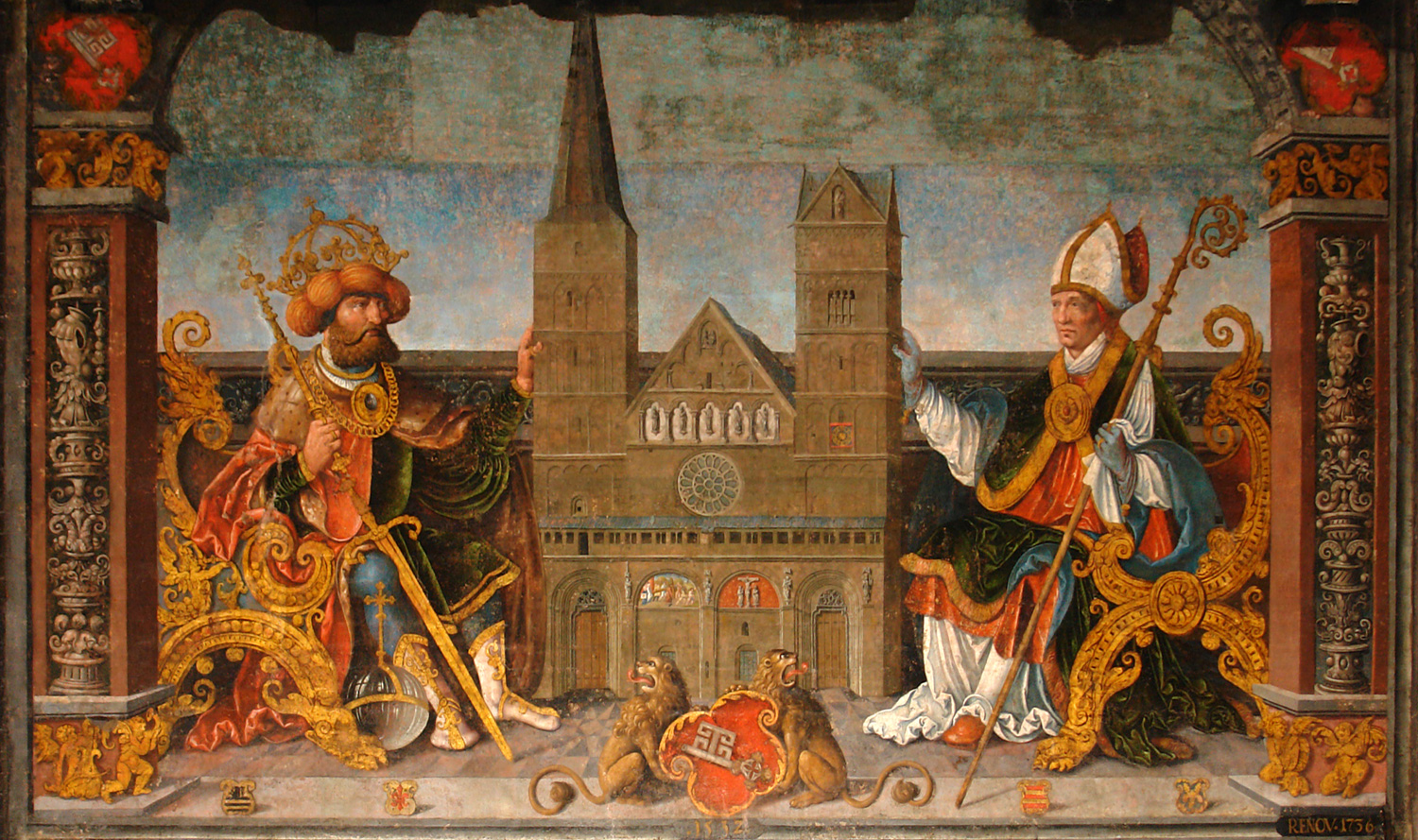
Gründergemälde im Bremer Rathaus, 1532

- 1532 zwei monumentale Gemälde in der oberen Halle des Bremer Rathauses:
  - Der Bremer Dom mit den Gründern Bremens, Karl dem Großen und Bischof Willehad (nach dem Vorbild des ersten Bremer Stadtsiegels)
  - Das Salomonische Urteil
- 1545 Bürgermeister von Heymbach[7]
- Bürgermeister Arnold Browiller († 4. Juli 1552), zwei Porträts
- 1549 Heinrich und Hilgin/Helena Salsburg Doppelporträt, jede Tafel misst 82 × 55 cm. Der 27-jährige Heinrich Salsburg († 16. Juni 1553) war Jurist, seine Frau, 52 Jahre alt, war eine geborene Tyndarius und die Witwe des Bannerherrn der Fassbinder, Theis von Polhem. Er hatte sie drei Jahre zuvor geheiratet.[8]
- Dr. Peter van Clapis († 15. September 1551), Jurist. Bruyn porträtierte ihn mindestens 5 Mal. Sein Pyxis-Porträt, ein Miniaturbild einschließlich Wappen aus dem Jahr 1537, befindet sich im Wallraf-Richartz-Museum in Köln.[9]

Herzog Anton Ulrich-Museum, Braunschweig
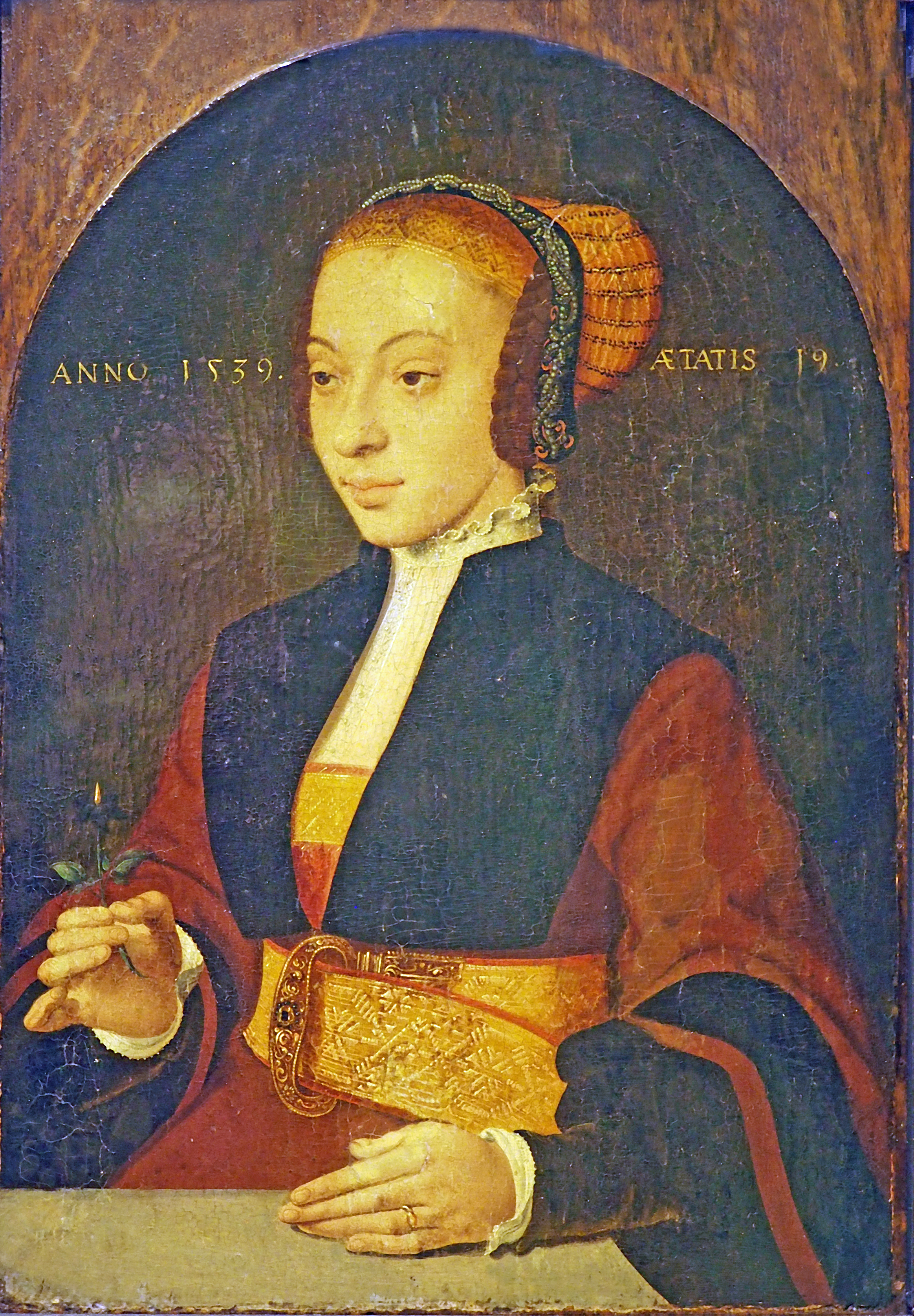
Junge Frau (1539)
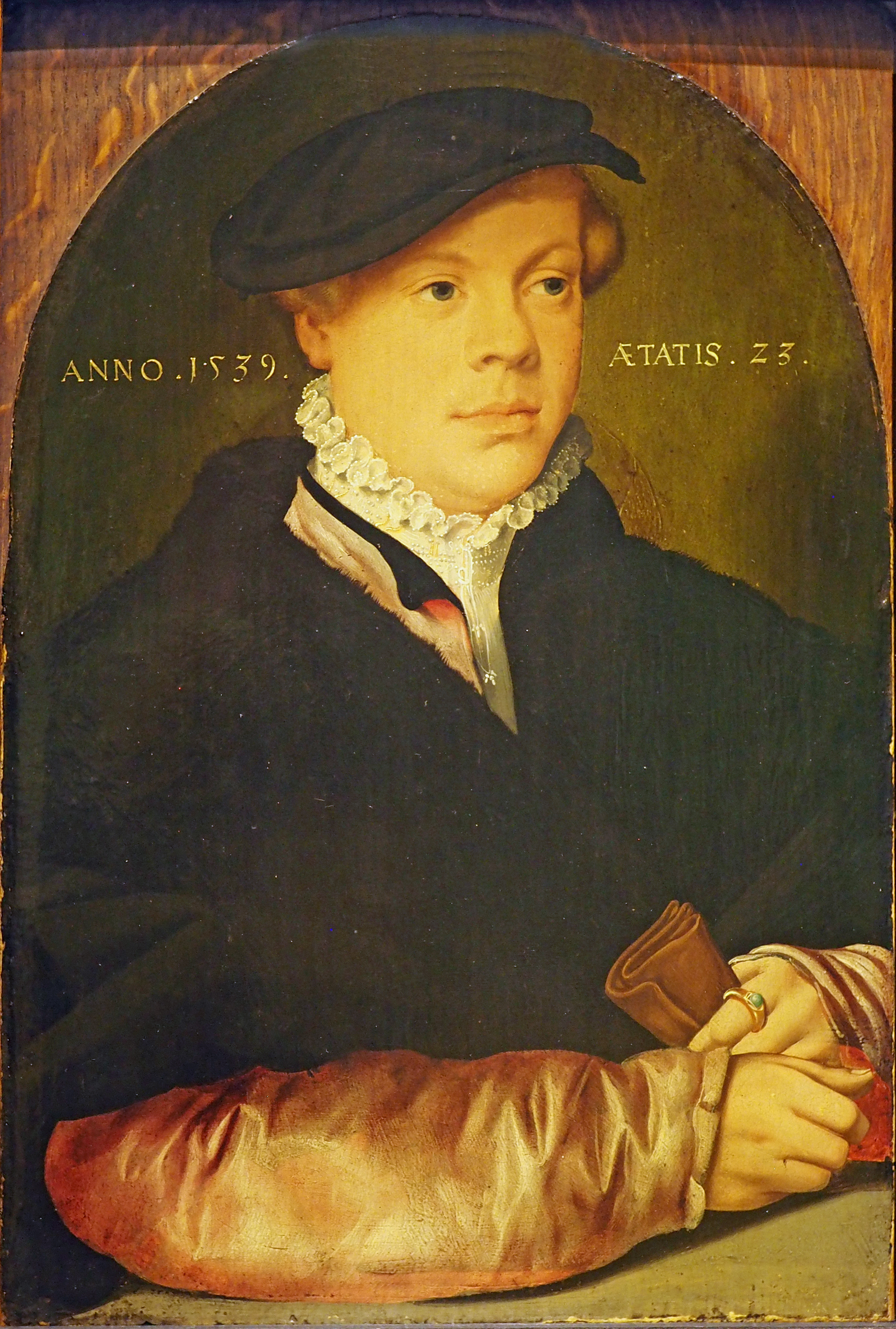
Junger Mann (1539)

- Hittorp Porträt
- Kannegiesser Porträt
- 1547 Bilderzyklus des Neuen Testaments
- 1550/55 Triptychon: Die Anbetung der Könige (Mitteltafel), der hl. Georg (Innenseite, linker Flügel), der hl. Christophorus (Innenseite, r. Flügel), Verkündigung an Maria/Stifterfigur (Außenseite, linker Flügel), die Flucht nach Ägypten/Stifterfigur (Außenseite, rechter Flügel), Öl auf Eichenholz. Auf den Außenseiten sind die Stifterfiguren von Gortzius Geldorp und die Verkündigung und Flucht nach Ägypten. 73 × 50 cm (Mitteltafel) | 71 × 21 cm (Flügel). Seit 1921 in dem Kunstmuseum Basel
- 1550 Christian von Weinsberg (Schwelm), posthumes Porträt in Öl auf Holz, vermutlich nach der Zeichnung seines Werkstattmitarbeiters Meister Johan a.d. J.1539.
- 1551 Sophia geb. Korth, Witwe Christian von Schwelm (Weinsberg)
- 1551 Hermann und Feigin von Weinsberg
- Gemälde für den Altar in St. Johann Baptista, Pinakothek in München und Nürnberger Germanischem Museum.

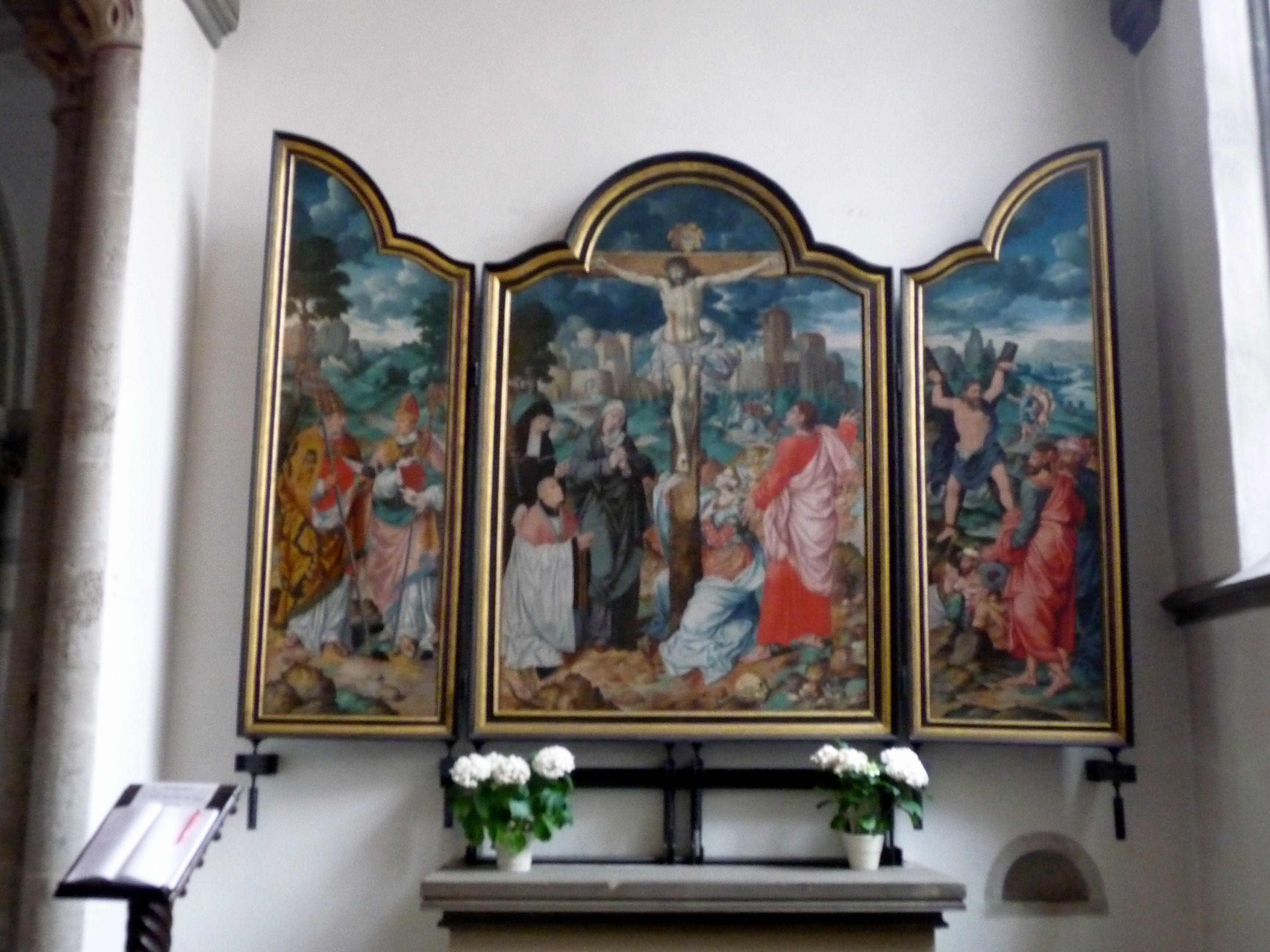
Kreuzigungs-Triptychon in St. Andreas, Köln, um 1550

- Kreuzigungs-Triptychon, Hochaltar der Kirche St. Andreas in Köln: auf der Mitteltafel die Kreuzigung Christi mit Maria, Johannes, Magdalena und dem knienden Auftraggeber, der Stiftsdechant Hermann Keutenbreuer. Hinter ihm eine Äbtissin, wohl die hl. Odilia, die der Stifter wegen seines Augenleidens um Fürsprache bat. Auf dem linke Flügel sind Papst Urban I. und der Bischof Ulrich von Augsburg dargestellt, während auf dem Rechten das Martyrium des heiligen Andreas zu sehen ist. Die Außenseiten der Flügel schmücken links Papst (Cornelius?) und der Heilige Gereon und rechts der Heilige Georg und Gregorius Maurus.[10]
- Abendmahl St. Severin in Köln: Der Mittelteil zeigt das letzte Abendmahl, flankiert von alttestamentarischen Szenen (Mannalese und Abraham mit Melchisedech). Auf den Außenseiten sind links die Heiligen Gudula, Nikasius und Helena und rechts Konstatin, Katharina und Georg zu sehen.[11][12]

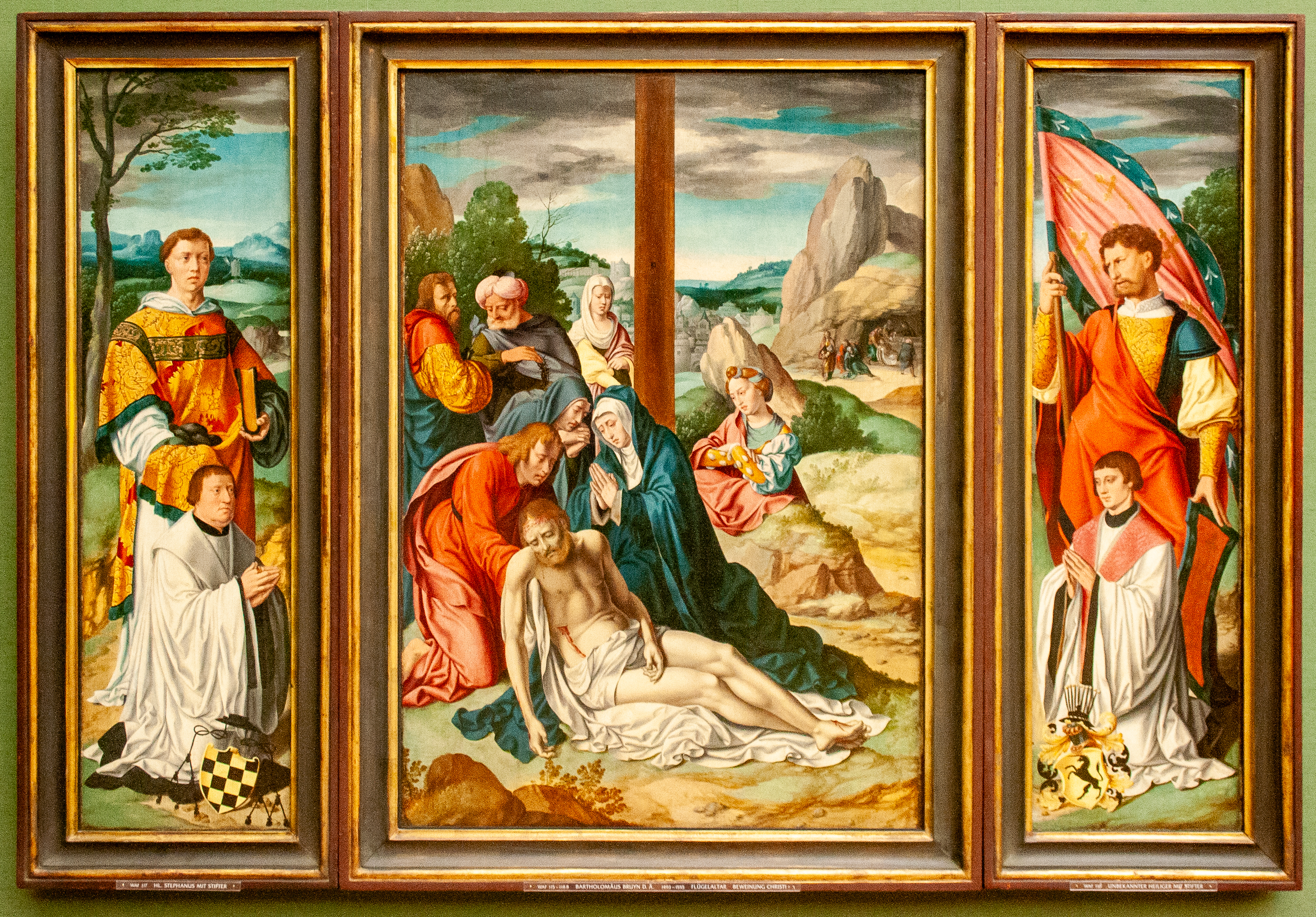
Beweinigungsaltar, Alte Pinakothek